# Hverdagsforestillinger
Hverdagsforestillinger er som udgangspunkt misforståelser som dannes i forbindelse med nyt indlært stof. Begrebet "Hverdagsforestillinger" hænger uløseligt sammen med folks tankemønstre, som ændrer sig hele livet igennem. 
Forståelsen og tankerne hos det enkelte individ er i konstant udvikling, og derfor ændres opfattelsen af forskellige ting også løbende.
Et kendt eksempel som både fortæller lidt om tankemønstre som såvel hverdagsforestillinger i sig selv, er beskrevet herunder:
"Liv på 5 år skal tegne en tegning med en bakke, som har et hus på toppen. Der skal også være træer og nogle glas med saftevand. Til sidst skal hun tegne en sol". Resultatet blev en tegning hvor bakkens top var spids, saftevandsglassene var større end huset, træerne stod nærmest væltet og solen havde øjne, næse og mund. To år senere skulle hun gøre nøjagtig det samme igen. Denne gang var glassene små, træerne stod lodret, bakken var blød og solen var ikke længere personificeret. Det tankemønster som Liv udviser som 5 årig er det antroprocentriske (i daglig tale - den menneskebundne). Senere hen som 7 årig kan man se, at hun er blevet mere antropomorfistisk (i daglig tale - globalt opfattende).